# Абатство Бенедиктинців (Тинець)
Бенедиктинське абатство в Тинцю разом з костелом Святих Петра і Павла — Бенедиктинське абатство в Тинцю в південно-західній частині Кракова. Абатство в Тинцю є найстарішим з існуючих монастирів (кляшторів) у Польщі.
Абатство внесено в реєстр пам'яток Малопольського воєводства (№ A-169/M від 29.10.2008).

## Історія
Абатство, розташоване на вапняковому Кляшторному Пагорбі над річкою Вісла, було засноване, найімовірніше, Казимиром Відновителем I у 1044 році. Це сталося після кризи молодої держави, викликаної язичницьким повстанням і чеським вторгненням. Бенедиктинці мали підтримати реконструкцію держави і Костела (як організації). Першим настоятелем був Аарон з Кельна.  Проте деякі дослідники вважають, що тинецьке абатство для монахів-бенедиктинців, які були присутні в Кракові, заснував лише син Казимира Відновителя, Болеслав II Щедрий. 
У другій половині XI століття був побудований комплекс романських будівель – тринавової базиліки та монастирських споруд. У середньовіччі Тинець розташовувався в прикордонним терені, а близькість столиці Кракова робила абатство предметом суперечок, як місце оборонного характеру. Переправа Вісли, що знаходилася біля підніжжя пагорба мала велике комунікативне значення, але також економічно-скарбове. У першій половині XIII століття монастир був оточений кам'яним муром. Така система оборони, проте, виявилася недостатньою, оскільки в 1259 році монастир був зруйнований під час татарської навали. У другій половині XIII століття на терені абатства був зведений княжий замок на плані трикутника з вежею з боку набережної Вісли. У 1306 році зять єпископа Яна Муската, Герлах де Кулпен, обложив і спалив абатство, котре підримувало Владислава Локетка .  На початку XIV століття у східному крилі монастиря повстав капітулярій  з хрестовим склепінням, а у XV столітті готичний клуатр навколо внутрішнього дворика. Новий готичний костел був побудований у XV столітті, а його освячення відбулося в 1463 році під час правління ігумена Мачея з Скавіни. У XV столітті тинецькі бенедиктинці належали до найбагатших монастирів у Польщі – як писав Ян Длугош, тинецькі бенедиктинці мали добра, що складалося з «ста сіл і п'яти малих міст». Коли в 1457 році король Казимир Ягеллончик купив герцогство Освенцім і герцогство Затор, Тинець втратив своє значення як прикордонна сторожа. З цієї причини в XVI столітті будівля замку стала власністю монастиря і була перетворена на резиденцію настоятеля. У 1618-1622 рр. бенедиктинці перебудували готичний костел в стилі бароко, і в цьому вигляді він залишився незмінним до наших часів. Новий костел був освячений 8 травня 1622 р.. Барокова реконструкція також включала монастир. Абатство було знищено войнами в середині XVII століття, але незабаром було відновлено в стилі бароко і розширено (включаючи бібліотеку). У XVIII столітті біля підніжжя монастирського пагорба були зведені оборонні мури з вежами, пізніше модернізовані бастіонами. Ще одне руйнування трапилось з монастирськими будівлями у 1771-1772 роках у зв'язку з перетворенням їх на пункт опору барових конфедератів, обложених російськими військами, котрі бомбардували монастир. 
З владою Східного конкордата, укладеного з Святим Престолом у 1737 році, польські царі мали право призначати абатів комендаторійних. 
Реконструкцію зробив абат Флоріан Аманд Яновський. У 1816 р. абатство було ліквідовано австрійськими окупантами.  У 1821 році костел став резиденцією тинецького єпископа, яку очолив єпископ Ґжеґож Томаш Циглер.  Цю єпархію було перенесено в Тарнув у 1826 році. Останній удар завдала абатству пожежа, що спалахнула у 1831 році, після котрого тільки костел був відремонтований. Після дев'ятнадцятилітнього занедбання тинецький костел був відновлений для єпархії і відреставрований кардиналом Яном Пузиною. 
Ченці, завдяки ініціативі бельгійського бенедиктинця Кароля ван Ооста, повернулися до Тинця після 123 років 30 липня 1939 року  , а з 1947 року вони відбудовували напівзруйнований комплекс. У 1968 р. абатство було відновлене. 
8 травня 1991 року Володимир Заторський заснував при абатстві видавництво бенедиктинців "Тинець".14 січня 2006 року Указом ігумена Бернарда Савіцького засновано Бенедицит – економічну одиницю абатства Тинець. Потім почався останній етап реконструкції. Одиниця займається між іншим продажем продукції під брендом Продукти Бенедиктийські. У липні 2008 року було відпудовано так звану "Велику Руїну" і постав Бенедиктинський інститут культури для захисту добра. 
19 серпня 2002 року абатство Тинець відвідав Папа Іоанн Павло ІІ   . 
На терені монастиря існує музей абатства та гостьовий будинок, ресторан, кафе і магазин з монастирськими продуктами. 
Абатство належить до Бенедиктинської Конгрегації Благовіщення.

## Пам'ятники
- Монастирський костел – тринавна святиня має готичний пресбітерій і барокову наву. Всередині найціннішої пам'ятки: 
  - Головний вівтар в стилі рококо з чорного мармуру, що зображає Святу Трійцю і апостолів Святих Петра і Павла, творцем якого був Франческо Плаціді;
  - пізньобароковий амвон (кафедра) у формі човна, витриманий у чорно-золотистому тоні, авторства найвірогідніше Францішек Юзеф Мангольдт;
  - у довгому пресбітерії, що представляє монастирський хор, є лавки XVII століття, прикрашені мотивами з життя святих, в тому числі Святого Бенедикта.
- Монастирські будівлі 
  - монастирські клуатри в готичному стилі;
  - капітулярій XIV століття;
  - будинок керівництва абатства з середньовічного періоду (де розташований невеличкий музей);
- історичний колодязь з 1620 року в середині двору;
- дві брами ведуть до монастиря;
- ренесансний сад;
- оборонні мури з вежами.

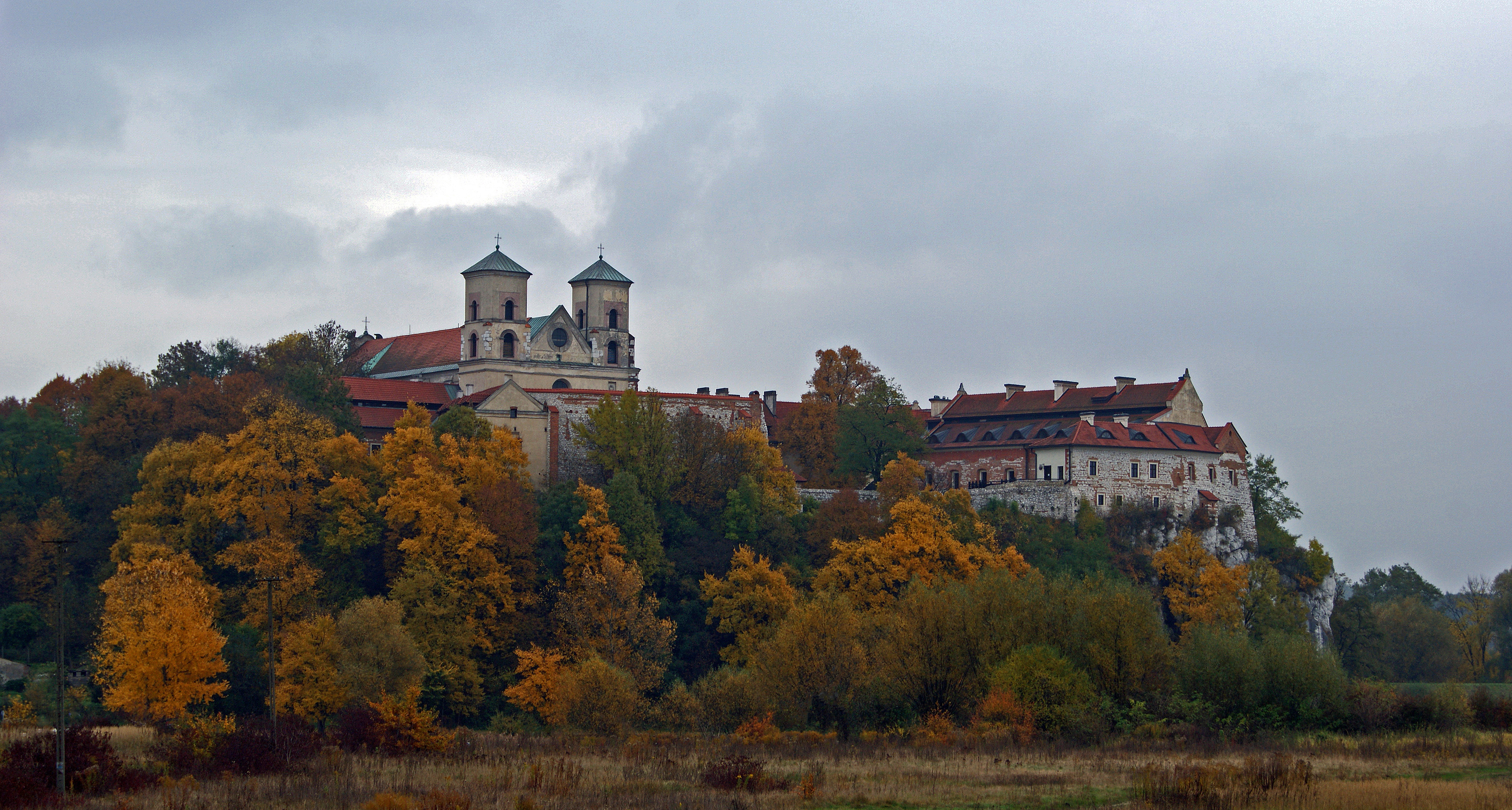
Кляштор зза Вісли з Пекари
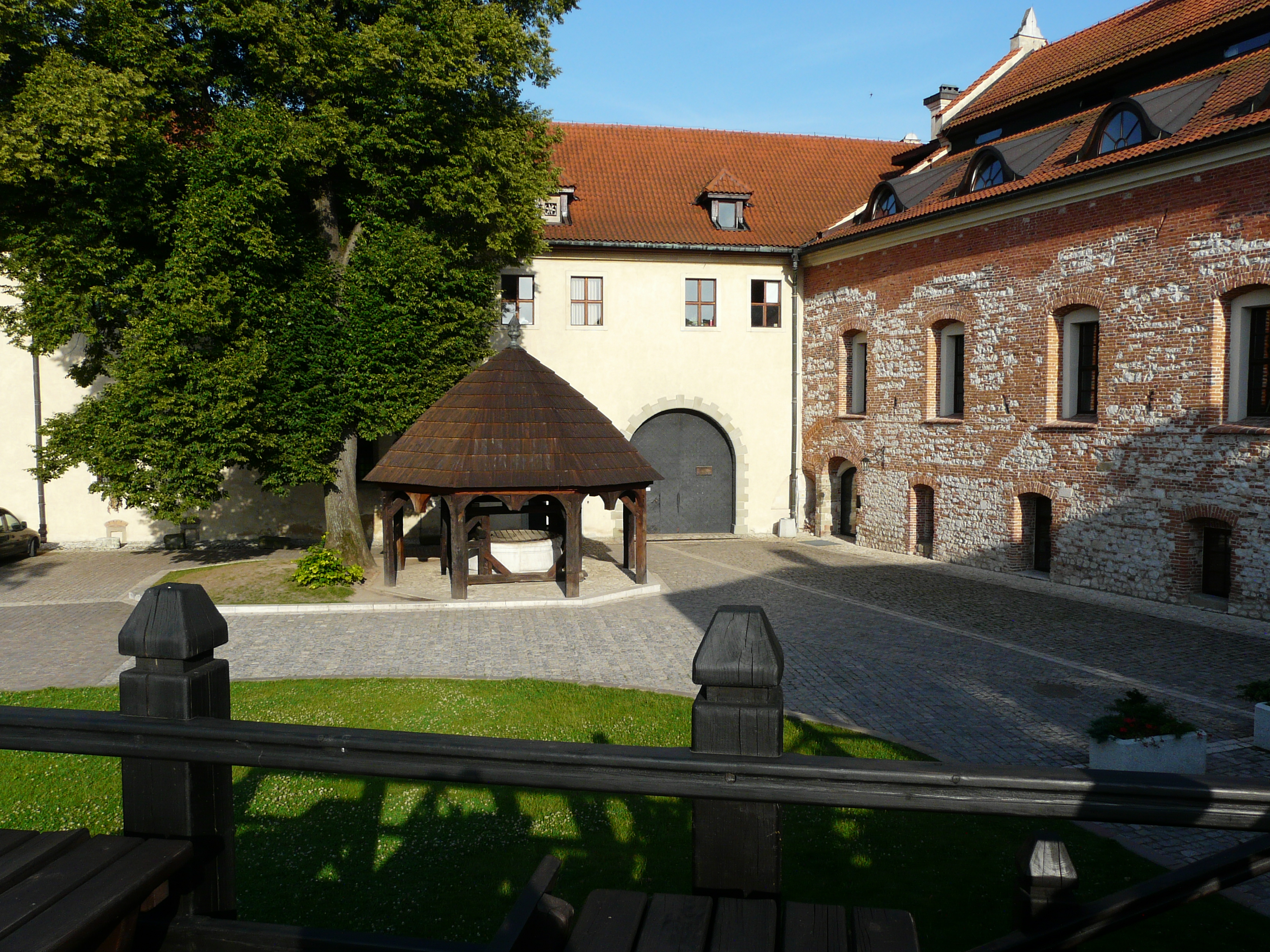
Двір з колодязем
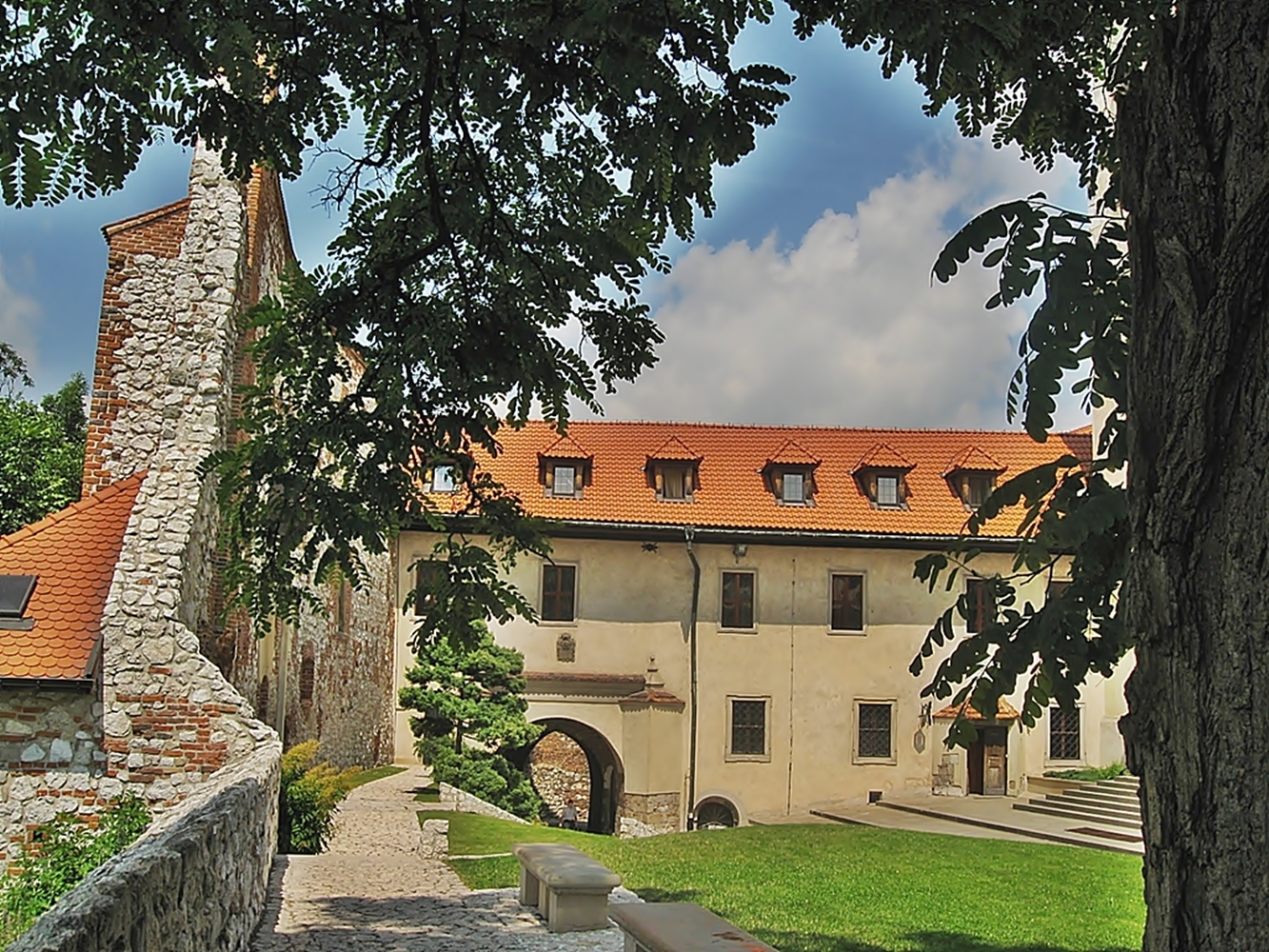
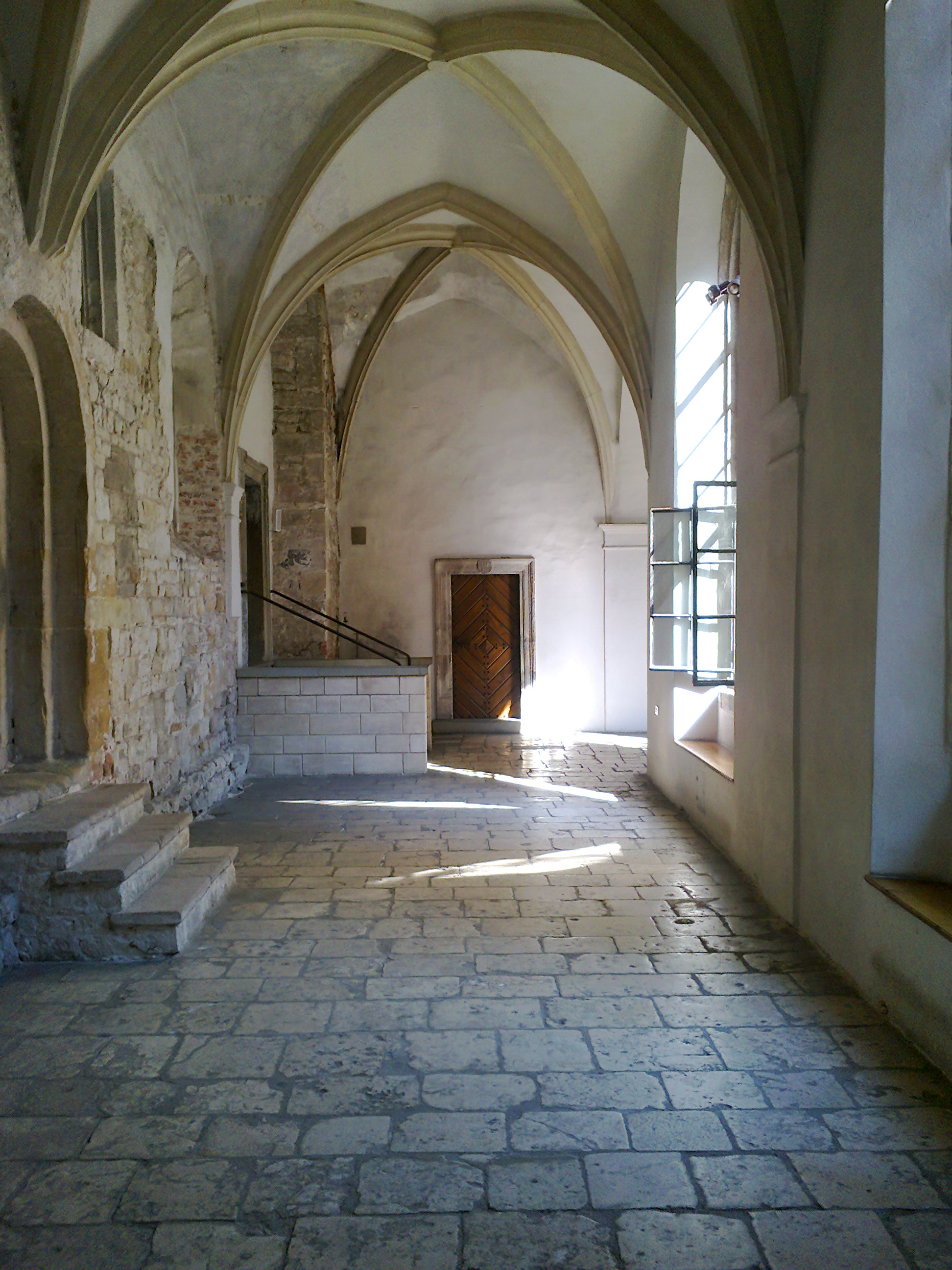
Клуатр
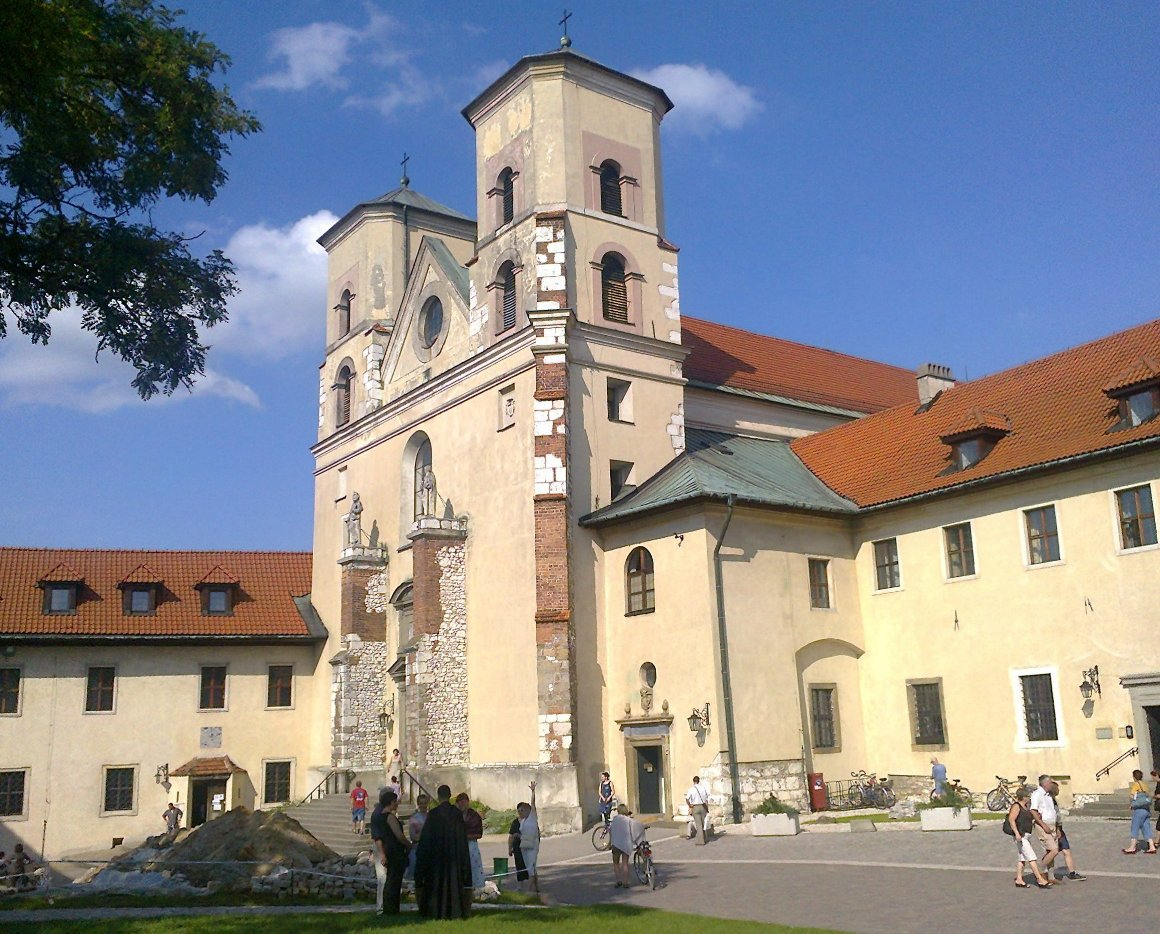
Костел Святих Петра і Павла
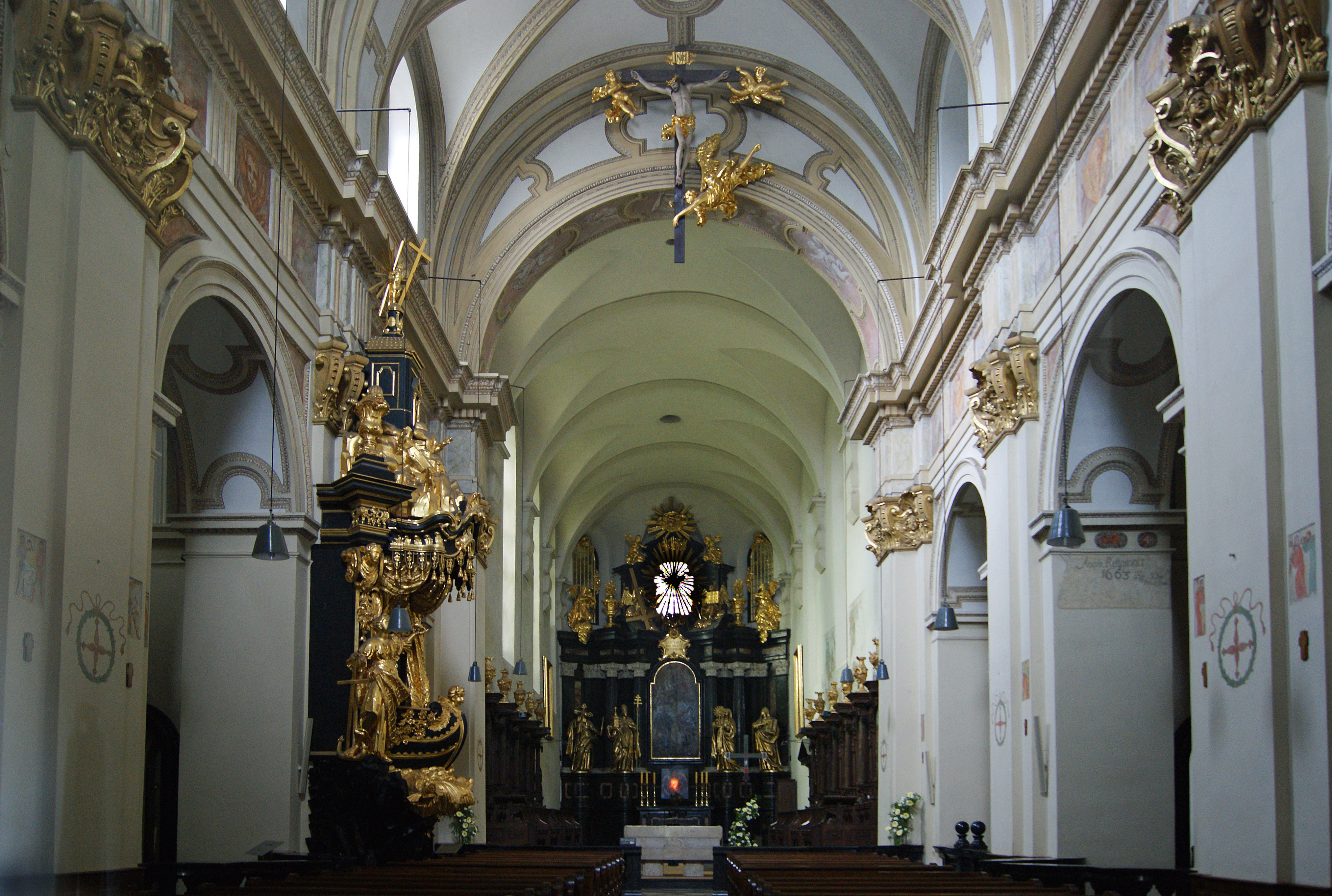
Інтер'єр костела
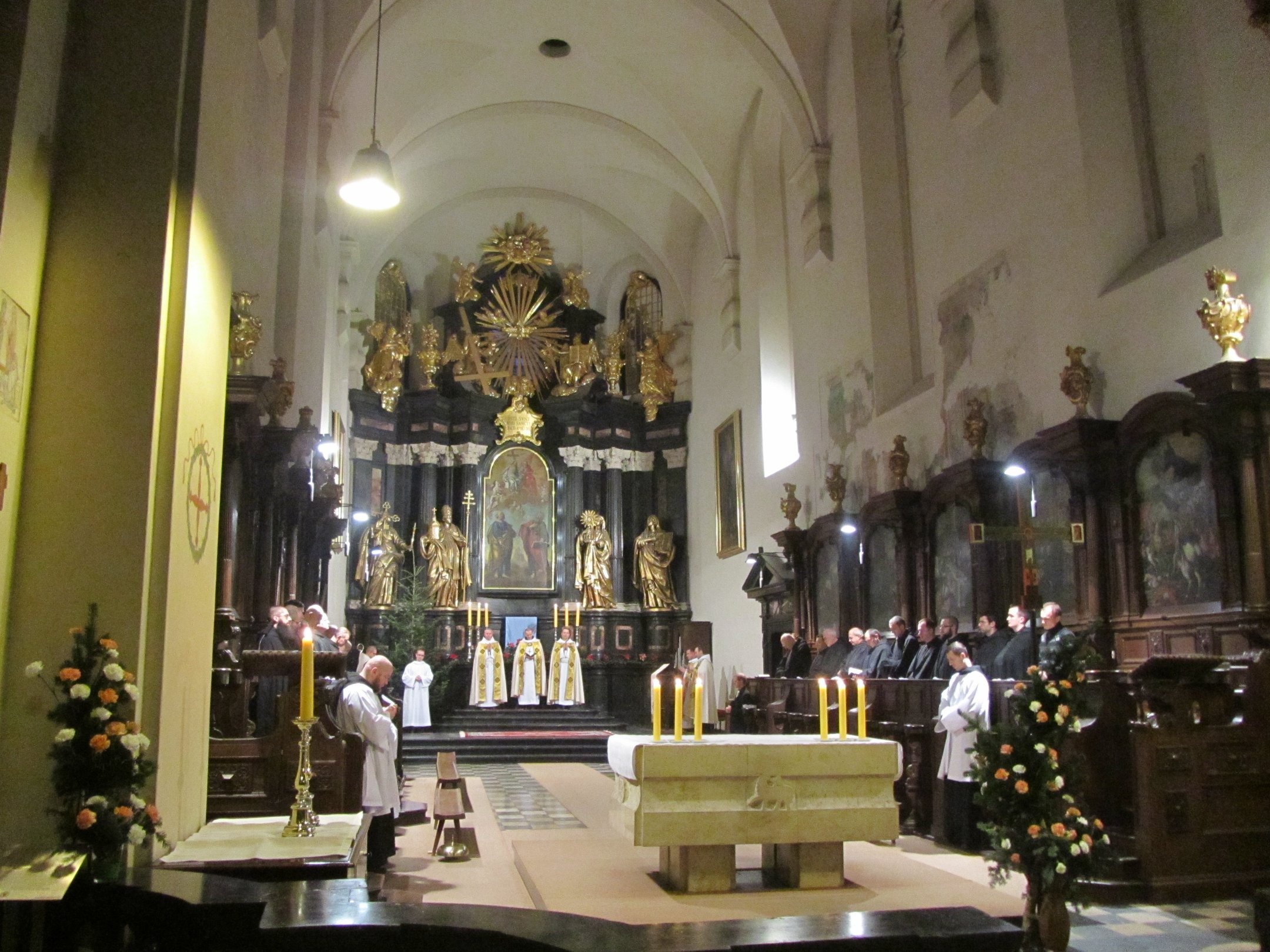
Пресбітерій костела
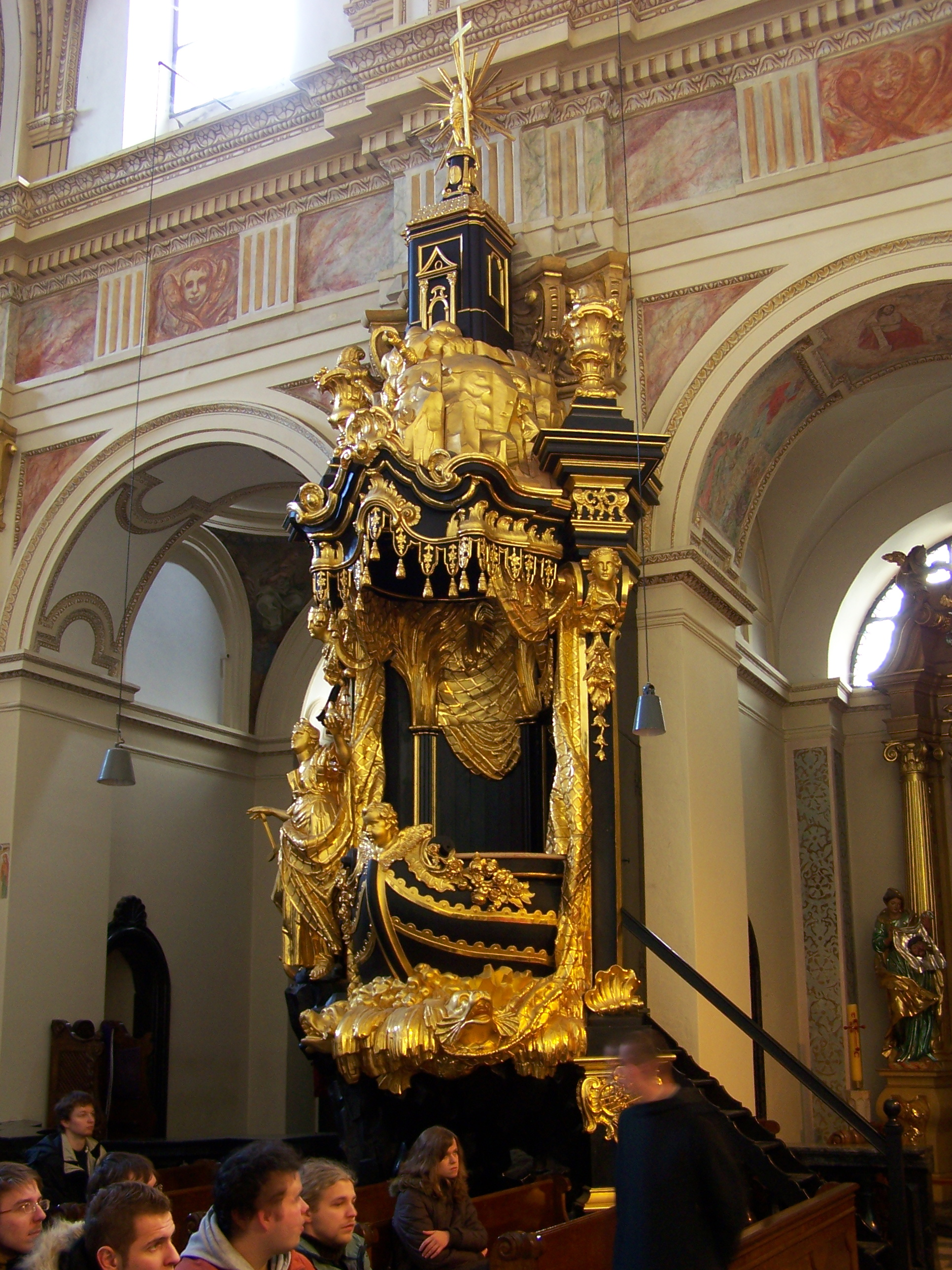
Амвон
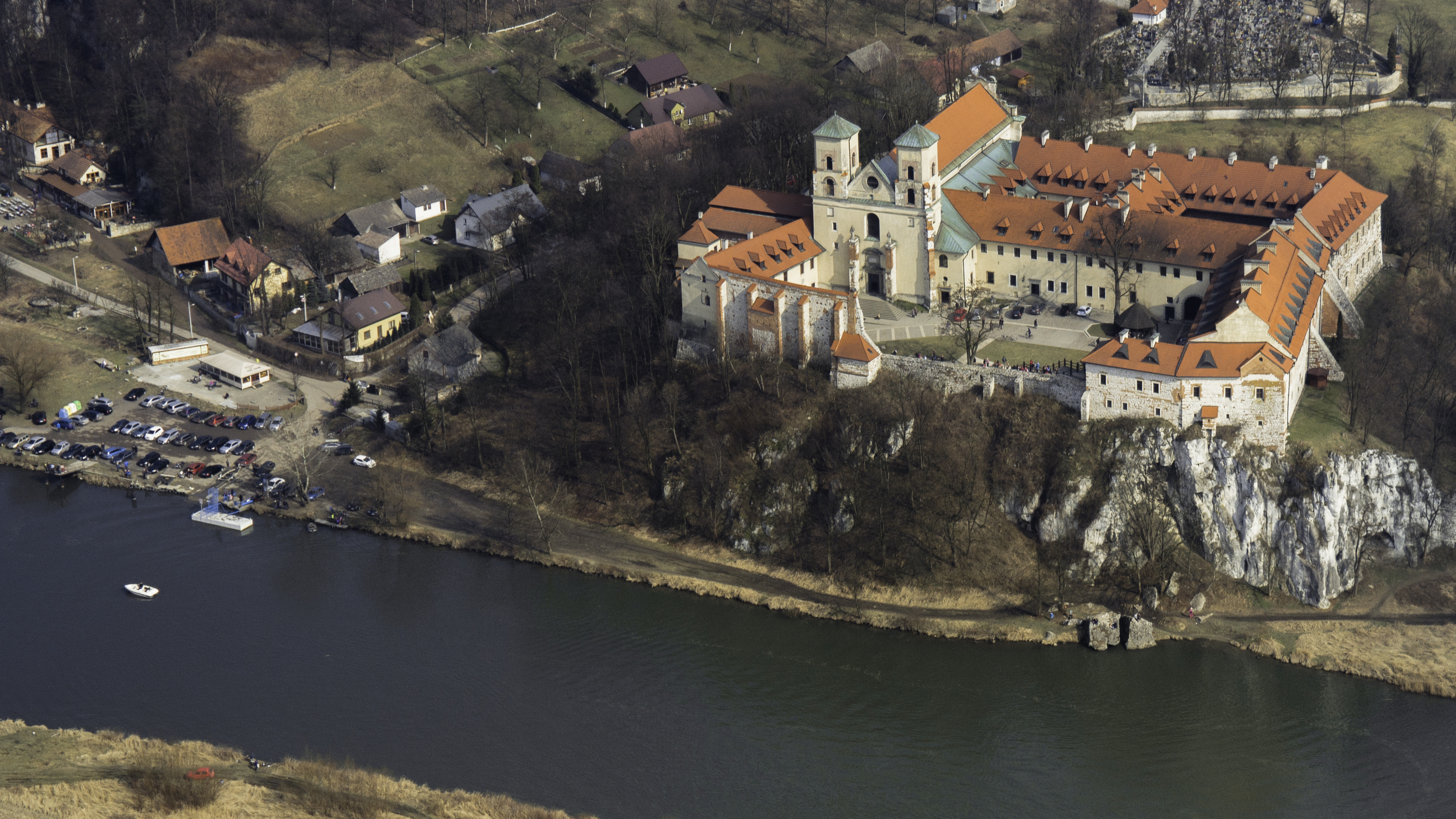
Абатство з повітря

Контур абатства був використаний у фільмі " Вогнем і мечем" (реж. Єжи Гоффман ), як вид на захоплений Бар . 
Біля монастиря, на березі Вісли, розташована зупинка водного трамваю, що курсує до центру Кракова.